# Фискальные марки Гватемалы
Фискальные марки Гватемалы — выпускаемые в Гватемале с 1868 года фискальные марки, исторически самые первые гватемальские марки с клеевым слоем.

## Описание
Гватемала выпускала фискальные марки, которые предназначались для:
- взимания сбора за оформление документов,
- налога за иностранные вексели,
- других целей.

## История
Ещё со времён испанской колонизации на территории Гватемалы использовалась гербовая бумага.
Выход первых гватемальских фискальных марок в 1868 году на три года опередил появление первых почтовых марок этой страны.

## Выпуски

### Первый
Первые фискальные марки были изданы в 1868 году, и на них была изображена эмблема Гватемалы[≡]:
- Первый фискальный выпуск Гватемалы (1868)
- ½ реала (№ 1 по Форбену), погашена пером
- 2 реала (№ 2 по Форбену), чистая (неиспользованная)
- 1 песо (№ 4 по Форбену)
- 2 песо (№ 5 по Форбену)
- 3 песо (№ 6 по Форбену)
- То же, квартблок чистых марок

### Второй
В 1874 году в обращение поступил второй выпуск гватемальских фискальных марок. На них был запечатлён кетсаль — государственный символ страны и одновременно национальный символ свободы, сидящий на пергаментном свитке с датой обретения Центральной Америкой независимости от Испании:
- Второй фискальный выпуск Гватемалы (1874)
- ½ реала (№ 7 по Форбену), чистая
- То же, на тонкой бумаге[англ.] с чрезмерным нанесением краски

### Третий
На марках третьего выпуска 1881—1882 годов также присутствовал кетсаль на свитке[≡].

### Четвёртый
В 1889—1890 годах был эмитирован четвёртый выпуск фискальных марок с аллегорической фигурой Свободы и геральдическим щитом, на котором изображён кетсаль на свитке:
| - Четвёртый фискальный выпуск Гватемалы (1889—1890) - 1 сентаво (№ 37 по Форбену), с отметкой об использовании - 5 сентаво (№38 по Форбену), использованная - 20 сентаво (№ 40 по Форбену), использованная - 1 песо (№ 41 по Форбену), чистая - 5 песо (№ 42 по Форбену), чистая - 10 песо (№ 43 по Форбену), чистая |